# Nuoto ai Giochi della III Olimpiade - 50 iarde stile libero
I 50 iarde stile libero sono state una delle nove gare del programma del nuoto dei Giochi della III Olimpiade di Saint Louis, disputatesi presso Forest Park. La gara si svolse il 6 settembre 1904.
Questa è stata la più corta delle sei gare in stile libero e fu l'unica volta in cui si disputò una competizione in questa distanza. Vi parteciparono nove nuotatori, provenienti da due nazioni.

## Risultati
Nel primo turno sono state disputate due semifinali. I primi tre classificati di ogni semifinale si sono qualificati per la finale.

### Semifinali

#### Semifinale 1
| Pos. | Atleta        | Nazione     | Tempo | Note |
| ---- | ------------- | ----------- | ----- | ---- |
| 1    | Zoltán Halmay | Ungheria    | 29"6  | Q    |
| 2    | Budd Goodwin  | Stati Uniti | ?     | Q    |
| 3    | Ray Thorne    | Stati Uniti | ?     | Q    |
| 4    | Sconosciuto   |             | ?     |      |
| 5    | Sconosciuto   |             | ?     |      |

#### Semifinale 2
| Pos. | Atleta          | Nazione     | Tempo | Note |
| ---- | --------------- | ----------- | ----- | ---- |
| 1    | Scott Leary     | Stati Uniti | 28"2  | Q    |
| 2    | Charlie Daniels | Stati Uniti | ?     | Q    |
| 3    | David Gaul      | Stati Uniti | ?     | Q    |
| 4    | Sconosciuto     |             |       |      |

### Finale
| Pos.    | Atleta          | Nazione     | Tempo | Note            |
| ------- | --------------- | ----------- | ----- | --------------- |
| Oro     | Zoltán Halmay   | Ungheria    | 28"0  | Record olimpico |
| Argento | Scott Leary     | Stati Uniti | 28"6  |                 |
| Bronzo  | Charlie Daniels | Stati Uniti | ?     |                 |
| 4       | David Gaul      | Stati Uniti | ?     |                 |
| 5       | Budd Goodwin    | Stati Uniti | ?     |                 |
| 6       | Ray Thorne      | Stati Uniti | ?     |                 |